# Antonello Colonna
Antonello Colonna (Roma, 11 aprile 1956) è un cuoco e personaggio televisivo italiano.

## Biografia
Antonello Colonna inizia la sua professione nel 1985, quando assume il comando dell'attività di famiglia, aprendo il ristorante “Antonello Colonna” a fiumicino. In effetti, il ristorante che porta il suo nome, già nel 1874 era una locanda per viaggiatori gestita dal bisnonno dello chef. Durante la sua carriera come ristoratore è stato premiato dalle guide di settore, ricevendo tra i suoi riconoscimenti la stella Michelin, le 3 forchette Gambero Rosso e i due cappelli de l'Espresso.
La sua attività di ristoratore non si concentra solamente in Italia, nel 1987 Colonna apre a New York "Albero d'oro" (successivamente rinominato "Vabene"), ristorante ebraico-romano situato sulla Second Avenue. Nel 1990 è cuoco della Nazionale Azzurra di calcio durante il campionato mondiale. Nel 1996 è supervisore di Casa Italia per i Giochi Olimpici di Atlanta e, l’anno seguente l’ENIT lo nomina “Ambasciatore della cucina italiana nel mondo”. Palazzo Chigi nel 2000 gli conferisce l'incarico di chef ufficiale della presidenza del consiglio dei ministri, incarico che lo porterà a realizzare il pranzo in onore della regina Elisabetta II del Regno Unito offerto dal Presidente del Consiglio Giuliano Amato il 18 ottobre 2000.
Nell'ottobre del 2007, inaugura il ristorante "Open Colonna" all'ultimo piano del palazzo delle Esposizioni a Roma; al suo interno trova posto il ristorante gourmet Antonello Colonna Roma. Ad aprile 2012, nel parco naturale di Labico inaugura l'Antonello Colonna Resort & Spa; all'interno del resort si trova il ristorante gourmet Antonello Colonna Labico. In occasione di EXPO 2015 a Milano, Antonello Colonna è chiamato a coordinare il progetto Priceless Milan, un temporary restaurant sulla terrazza di palazzo Beltrami, in piazza della Scala a Milano.
Nell'aprile del 2012, nel cuore delle colline romane, immerso nel parco naturale di Labìco, nasce l’Antonello Colonna Resort & Spa. Dodici esclusive suite con orto-giardino, ristorante gourmet dello chef patron Colonna, piscina di acqua termale e centro benessere. La tenuta di Valle Fredda è spazio eventi, temporary gallery, ma anche azienda agricola, zootecnica e casearia.
Ad ottobre 2019 lo Chef Antonello Colonna arriva a Milano aprendo un locale esclusivo sulla Terrazza Palazzo Duomo,
Nel 2020 Antonello Colonna inaugura all’interno della Stazione Termini di Roma l’Open Colonna bistrò. Il bistrot propone un’offerta gastronomica alla carta, ricca e variegata. Accanto ai robusti piatti tipici della tradizione romanesca (i “Romanissimi”), trovano spazio proposte in grado di soddisfare nuove esigenze e abitudini culturali. Una linea gastronomica trasversale e variegata, golosa e genuina ma anche raffinata e sorprendente. allineata all’altissimo standard di qualità che contraddistingue da sempre ogni proposta dello Chef Colonna.
Ad Aprile 2022 Antonello Colonna inaugura all’interno dello Stadio Olimpico di Roma uno spazio moderno e di design dal nome Gold Open bistrò.

## Televisione
- Più sani e più belli[9], Rai 1 (1991-1996)
- Hotel da incubo Italia, Nove (2015-2016)

## Onorificenze
- 1997 – Ambasciatore cucina italiana nel mondo (ENIT)
- 2000 – Chef ufficiale Consiglio dei Ministri

## Opere
- I segreti della cucina italiana (Newton Compton Editori)
- Un anarchico ai fornelli - da Labìco a New York (Editore Gambero Rosso GRH)
- Balla coi cuochi (Editore Osiride)
- Cocinas del mundo (Editore Biblioteca Metropoli)